# Léster Moré
Léster Moré (Ciego de Ávila, Ciego de Ávila, Cuba, 15 de julio de 1977) es un exfutbolista cubano. Jugó de delantero, considerado uno de los mejores futbolistas en la historia de Cuba. Su último club fue el LA Azul Legends de la USL League Two.

## Trayectoria
FC Ciego de Ávila 
Inicio en el club FC Ciego de Ávila, donde fue uno de los goleadores del conjunto de "Los Tiburones"; la temporada 2002-03 anotó 32 goles en el campeonato cubano, rompiendo un récord como máximo artillero en el campeonato. Es el máximo goleador del equipo con 123 goles.
 Charleston Battery 
Luego de desertar a Estados Unidos, Lester fichó con el Charleston Battery donde jugó 11 partidos sin anotar goles.
 River Plate Ponce 
En 2009 llega con el club puertorriqueño River Plate Ponce, jugando 13 partidos y anotando 8 goles.
 LA Azul Legends 
En 2010 se retira jugando con el club LA Azul Legends en Estados Unidos, jugando un partido.

## Selección nacional
Debutó en la selección en 1995. Ha participado en 4 campeonatos de la Copa de Oro de la CONCACAF. En 2003 marcó los dos goles de Cuba frente a Canadá que sirvieron para que Cuba lograra su primera victoria en esta competición. También ha participado en las eliminatorias clasificatorias para la Copa Mundial de Fútbol del 1998, 2002 y 2006
Durante la Copa de Oro de 2007, Léster Moré tomó la decisión de desertar de la selección de Cuba antes del partido entre Cuba y Honduras, huyendo a los Estados Unidos junto a su compañero Osvaldo Alonso.
Con 29 goles anotados es el máximo goleador de la Selección de Cuba.

### Participaciones en Copa de Oro de la CONCACAF
| Copa de Oro                     | Sede                    | Resultado    |
| ------------------------------- | ----------------------- | ------------ |
| Copa de Oro de la CONCACAF 1998 | Estados Unidos          | Primera fase |
| Copa de Oro de la CONCACAF 2003 | Estados Unidos y México | 4° de final  |
| Copa de Oro de la CONCACAF 2005 | Estados Unidos          | Primera fase |
| Copa de Oro de la CONCACAF 2007 | Estados Unidos          | Primera fase |

## Clubes
| Club                       | País           | Año       |
| -------------------------- | -------------- | --------- |
| Fútbol Club Ciego de Ávila | Cuba           | 1995-2007 |
| Charleston Battery         | Estados Unidos | 2008      |
| River Plate Ponce          | Puerto Rico    | 2009      |
| LA Azul Legends            | Estados Unidos | 2010      |

## Palmarés

### Campeonatos nacionales
| Título                                | Club                       | País | Año  |
| ------------------------------------- | -------------------------- | ---- | ---- |
| Campeonato Nacional de Fútbol de Cuba | Fútbol Club Ciego de Ávila | Cuba | 2001 |
| Campeonato Nacional de Fútbol de Cuba | Fútbol Club Ciego de Ávila | Cuba | 2003 |